# Скаммоний
Скаммо́ний — смола из корней вьюнка смолоносного Convolvulus Scammonia L., относится к группе собственно смол, без запаха.

## Сбор
Скаммоний добывают как сбором вытекающего млечного сока из надрезов на корнях, так и экстракцией измельчённых корней 90 % спиртом.

## Свойства
Скаммоний представляет собой желтовато-бурую, серо-бурую или тёмно-бурую массу, несколько просвечивающую, с блестящим желтоватым изломом. Она легко обращается в порошок серовато-белого цвета, с острым вкусом.
В смеси с водой порошок превращается в эмульсию или клейкую тягучую массу.

## Состав
Смола состоит главным образом из гликозидов ялапиновой кислоты и её метилового эфира (ялапин, скаммонин), также содержит гликозид скополетин, диоксикоричную кислоту, около 10 % гумми, летучие жирные кислоты, эфирные масла.